# A magyar labdarúgó-válogatott mérkőzései 1937-ben
A magyar labdarúgó-válogatottnak 1937-ben hét mérkőzése volt, ebből három Európa-kupa, a többi barátságos. Két Európa-kupa meccset megnyert a csapat de Torinóban kikapott 2–0-ra. Először sikerült otthonában legyőzni a svájci gárdát, az eredmény 5–1 lett. A nagy formában lévő Sárosi György dr. hét gólt szerzett a korszak egyik legjobb kapusának, Plánickának, a szeptember 17-i Csehszlovákia elleni meccsen.
Szövetségi kapitány:
- Dietz Károly dr.

## Eredmények
| 200. mérkőzés 1937. április 11. Európa-kupa | Svájc       | 1 – 5             | Magyarország                                | Bázel Nézőszám: 22 000 Játékvezető: John Langenus (BEL) |
| 200. mérkőzés 1937. április 11. Európa-kupa | G. Aeby 58' | (0 – 2) Részletek | Sárosi 26' Zsengellér 41' 59' 70' Dudás 77' | Bázel Nézőszám: 22 000 Játékvezető: John Langenus (BEL) |

| 201. mérkőzés 1937. április 25. Európa-kupa | Olaszország             | 2 – 0             | Magyarország | Benito Mussolini Stadion, Torino Nézőszám: 35 000 Játékvezető: William Bangerter (SUI) |
| 201. mérkőzés 1937. április 25. Európa-kupa | Colaussi 33' Frossi 81' | (1 – 0) Részletek |              | Benito Mussolini Stadion, Torino Nézőszám: 35 000 Játékvezető: William Bangerter (SUI) |

| 202. mérkőzés 1937. május 9. | Magyarország | 1 – 1             | Jugoszlávia | MTK-pálya, Budapest Nézőszám: 16 000 Játékvezető: Rinaldo Barlassina (ITA) |
| 202. mérkőzés 1937. május 9. | Cseh II 60'  | (0 – 1) Részletek | Lesnik 42'  | MTK-pálya, Budapest Nézőszám: 16 000 Játékvezető: Rinaldo Barlassina (ITA) |

| 203. mérkőzés 1937. május 23. | Magyarország       | 2 – 2             | Ausztria       | FTC-pálya, Budapest Nézőszám: 17 000 Játékvezető: John Langenus (BEL) |
| 203. mérkőzés 1937. május 23. | Sas 2' Cseh II 83' | (1 – 2) Részletek | Pesser 13' 45' | FTC-pálya, Budapest Nézőszám: 17 000 Játékvezető: John Langenus (BEL) |

| 204. mérkőzés 1937. szeptember 19. Európa-kupa | Magyarország                                      | 8 – 3             | Csehszlovákia                 | MTK-pálya, Budapest Nézőszám: 27 000 Játékvezető: Peco Bauwens dr. (GER) |
| 204. mérkőzés 1937. szeptember 19. Európa-kupa | Zsengellér 15' Sárosi 34' 51' 60' 62' 77' 80' 85' | (2 – 2) Részletek | Riha 21' Rulc 26' Nejedly 65' | MTK-pálya, Budapest Nézőszám: 27 000 Játékvezető: Peco Bauwens dr. (GER) |

| 205. mérkőzés 1937. október 10. Európa-kupa | Ausztria  | 1 – 2             | Magyarország           | Práter-stadion, Bécs Nézőszám: 45 000 Játékvezető: Charles Argent (ENG) |
| 205. mérkőzés 1937. október 10. Európa-kupa | Stroh 73' | (0 – 1) Részletek | Sárosi 21' Cseh II 85' | Práter-stadion, Bécs Nézőszám: 45 000 Játékvezető: Charles Argent (ENG) |

| 206. mérkőzés 1937. november 14. Európa-kupa | Magyarország        | 2 – 0             | Svájc | FTC-pálya, Budapest Nézőszám: 10 000 Játékvezető: Mika Popović (YUG) |
| 206. mérkőzés 1937. november 14. Európa-kupa | Sárosi 3' Toldi 63' | (1 – 0) Részletek |       | FTC-pálya, Budapest Nézőszám: 10 000 Játékvezető: Mika Popović (YUG) |

## Lásd még
- A magyar labdarúgó-válogatott mérkőzései (1930–1949)
- A magyar labdarúgó-válogatott mérkőzései országonként